# Georges-Alain Jones
 (mars 2024).
Pour les articles homonymes, voir George Jones (homonymie) et Jones.
Georges-Alain Jones, né le 30 septembre 1975 à Saint-Jean-Cap-Ferrat (Alpes-Maritimes), est un cuisinier, chanteur et commentateur sportif français.
Il est connu pour sa participation, de septembre à décembre 2002, à la deuxième saison de Star Academy.

## Biographie
Georges-Alain Jones est né d'un père afro-américain et d'une mère corse. Il est orphelin avant d'être élevé par sa tante.
Il devient cuisinier tout en pratiquant le chant jusqu'en 2002. Il participe à la saison 2 de Star Academy,.
Quittant Universal en 2007, il annonce travailler sur un album en indépendant et rester dans la musique.[réf. nécessaire] Il redevient cuisinier.
Il devient ensuite commentateur sportif pour MCS Extrême à partir de 2012,,, puis pour Canal+, Eurosport, SFR.
Il est dorénavant à la tête d'une école de saut à l'élastique et de cyclisme freeride à Pompignac. Il lui arrive aussi de travailler en backline (l'installation des instruments avant des concerts), comme livreur d’instruments et comme chauffeur.
On apprend en 2020 que sa carrière est arrêtée, et qu'il se consacre alors à sa famille et au sport.
En 2023, il réapparaît momentanément en participant à la troisième saison de LOL : qui rit, sort !, dans le cadre de la carte joker de Laura Felpin. Le sketch fait le tour des réseaux sociaux. Entre avril et l'été 2023, il donne de nouveaux des concerts et annonce la possible sortie[Quand ?] d'un second album, prévu depuis plusieurs années.

## Discographie

### Singles
- Mars 2003 : Embrasse (# 6 en France / # 4 en Belgique francophone / # 26 en Suisse)
- Juin 2003 : Vivre en danger (# 55 en France / # 40 en Belgique francophone)
- Mai 2005 : Central Park (# 36 en France)

### Album
- 3 octobre 2005 : New Jersey (# 31 en France / # 75 en Belgique francophone)